# Athyroglossa lindneri
Athyroglossa lindneri är en tvåvingeart som beskrevs av Wirth 1964. Athyroglossa lindneri ingår i släktet Athyroglossa och familjen vattenflugor. Inga underarter finns listade i Catalogue of Life.